# Dreezy
Seandrea Sledge (Chicago, 28 de março, 1994), mais conhecida como Dreezy, é rapper, cantora e compositora americana. Sledge nasceu na Zona Sul de Chicago, Illinois, onde estudou Belas Artes como uma distração de sua vida. Durante este tempo ela começou a dançar, escrever, e cantar. Com sua habilidade como compositora cresceu e começou no rap. Em 2014 foi nomeada como a "Princesa do rap de Chicago" por Noisey via Vice Magazine. Mais tarde no mesmo ano, ela assinou um contrato com a gravadora Interscope Records.

## Biografia

### Infânciaejuventude
Seandrea Sledge nasceu em 28 de março de 1994 na Zona Sul de Chicago, Illinois. Ao longo de sua infância, Sledge mudou-se para uma série de locais devido a separação dos seus pais. Sledge cursou Belas Artes, que ajudou ela a superar algumas das realidades e problemas da vida dela. Ela começou a dançar, escrever e cantar com 14 anos de idade.

## Carreira

### 2012–2013:Início da carreira
Sledge, quando teve mais tempo para cantar, tornou-se amiga de alguns colegas de Chicago, como a rapper Sasha Go Hard, e fez uma participação com Sasha na música "I Ain't No Hitta" em 2012. Sledge depois de algum tempo, lançou uma música com o rapper Lil Durk, "Ghost". Em fevereiro de 2013, Sledge lançou um álbum colaborativo com colega de Chicago Mikey Dollaz, intitulado “Business N Pleasure”. Em fevereiro de 2014, ela independentemente lançou sua primeira mixtape, intitulada “Schizo”, junto com uma canção com participação do rapper americano Common, "No Good".

### 2014–Presente:From Now On and No Hard Feelings
Em abril de 2014, ela lançou seu remix da YMCMB da rapper Nicki Minaj e Lil Herb, intitulado "Chiraq" e recebeu atenção geral, com muitos fãs, alegando que era melhor do que a versão da Nicki Minaj. O remix mais tarde atraiu a atenção de muitos, e a fez uma colaboração com rapper Common no seu décimo álbum de estúdio, “Nobody's Smiling”. Em dezembro de 2014, foi anunciado que Sledge assinou um contrato com a gravadora Interscope Records. Em 28 de julho de 2015, Dreezy lançou um EP intitulado “Call It What You Want”. Em 25 de dezembro de 2015, Sledge liberou mais um EP intitulado “From Now On” para download digital e streaming via Interscope Records. Seu álbum de estreia,  “No Hard Feelings”, foi lançado em 15 de julho de 2016.

## Discografia

### Álbuns de estúdio
| Título           | Detalhes do Álbum                                                                                    | Melhores Posições | Melhores Posições | Melhores Posições |
| Título           | Detalhes do Álbum                                                                                    | US                | US R&B            | US Rap            |
| ---------------- | --- | ----------------- | ----------------- | ----------------- |
| No Hard Feelings | - Realizado: 15 de Julho de 2016 - Gravadora: Interscope Records - Formato: CD, LP, digital download | 101               | 15                | 11                |

### Extended Play
| Título                 | Detalhes do Álbum                                                                               | Melhores Posições | Melhores Posições |
| Título                 | Detalhes do Álbum                                                                               | US Heat           | US South          |
| ---------------------- | ----------------------------------------------------------------------------------------------- | ----------------- | ----------------- |
| Call It What You Wan't | - Realizado: 28 de Julho de 2015 - Formato: Digital download - Gravadora: Interscope Records    | —                 | —                 |
| From Now On            | - Realizado: 25 de Dezembro de 2015 - Formato: Digital download - Gravadora: Interscope Records | 10                | 10                |

### Mixtapes
| Título                                  | Detalhes do Álbum                                                                             |
| --------------------------------------- | --------------------------------------------------------------------------------------------- |
| The Illustration                        | - Realizado: 27 de Abril de 2012 - Gravadora: Independent - Formato: Digital download         |
| Business N Pleasure (with Mikey Dollaz) | - Realizado: 14 de Fevereiro 2013 - Gravadora: Independent - Formato: Digital Download        |
| D.S.M (Schizo Pre-tape)                 | - Realizado: 13 de Agosto de 2013 - Gravadora: Independent - Formato: Digital download        |
| Schizo                                  | - Realizado: 24 de Fevereiro de 2014 - Gravadora: AOE Records - Formato: CD, digital download |